# Colin McWilliam
Colin McWilliam (* 1928 in London; † 1989) war ein schottischer studierter Architekt und Autor.

## Leben
McWilliam schloss sein Studium bei der University of Cambridge ab und wurde Direktor des Scottish National Buildings Record, darauf stellvertretender Geschäftsführer des National Trust for Scotland. Er lehrte auch Architekturgeschichte und Erhaltung an der Heriot-Watt University. McWilliam war Gründer des Dictionary of Scottish Architects Project, und war maßgeblich an der Gründung des Architectural Heritage Society of Scotland beteiligt.
In den 1970er-Jahren wurde er von Sir Nikolaus Pevsner angesprochen, der die The Buildings of England-Serie vollendet hatte und darauf erpicht war, das Projekt auf den Rest Großbritanniens auszuweiten. McWilliam wirkte als Ko-Autor an zwei Bänden der The Buildings of Scotland-Serie mit und wurde der Herausgeber des Projekts.
Er entwarf einen Schreibtisch und ein Bücherregal für den Kabinettssaal von Bute House, der offiziellen Residenz des Ersten Ministers Schottlands.
Colin McWilliam wird an einer Gedenktafel in Greyfriars Kirkyard in Edinburgh gedacht. Er war Vater der Autorin Candia McWilliam.

## Werk
- Culross: A Short Guide (1962)
- Scottish Townscape (1975)
- Lothian, except Edinburgh. Buildings of Scotland. (1978)
- Edinburgh. Buildings of Scotland. (1984) (with David Walker and John Gifford)